# Николай (митрополит Чешских земель и Словакии)
Митрополи́т Никола́й (в миру Микула́ш Коцва́р; словац. Mikuláš Kocvár; 19 декабря 1927, Ганиговце, район Сабинов, Прешовский край, Чехословакия — 30 января 2006, Прешов, Словакия) — предстоятель Православной церкви Чешских земель и Словакии с титулом «Архиепископ Прешовский, митрополит Чешских земель и Словакии».

## Биография
Родился 19 декабря 1927 года в общине Ганиговце близ Сабинова в Восточной Словакии. Учился в Русской гимназии, затем в православной семинарии в Праге.
В 1950 году принял сан священника и был назначен настоятелем православного прихода в селе Микулашеве Бардеевского района.
В 1954 году поступил в Московскую духовную академию которую закончил в 1959 году со степенью кандидата богословия, после чего служил на разных приходах Прешовской епархии.
1 ноября 1962 года назначен духовником Православного богословского факультета в Прешове. С 1 ноября 1964 года — секретарь Прешовской епархии.
26 февраля 1965 года избран епархиальным собранием на Прешовскую кафедру. Тогда же в часовне Прешовского богословского факультета был пострижен митрополитом Дорофеем в монашество с именем Николай, а на следующий день возведён в сан архимандрита.
28 февраля состоялась его епископская хиротония, которую совершил митрополит Дорофей (Филип), архиепископ Берлинский и Среднеевропейский Киприан (Зёрнов) и епископ Михаловский Мефодий (Милли).
В 1966 году участвовал во Всеправославном совещании по вопросам диалога со старокатоликами и англиканами в Белграде.
Участвовал в официальных визитах представителей Чехословацкой Православной Церкви в Константинополь, Россию, Польшу, Грецию, Болгарию, Грузию, США.
С 1973 по 1976 год трудился в качестве профессора Прешовского православного богословского факультета, где преподавал систематическое богословие.
В 1976 году участвовал в собеседованиях с Англиканской Церковью в Москве, а в 1983 году — в собеседованиях с представителями протестантских Церквей в Одессе. Был также участником собеседований с Римско-Католической Церковью в Бари.
В 1987 году решением Священного Синода Чехословацкой Православной Церкви возведен в сан архиепископа.
В начале 1990-х годов в Словакии при содействии новых властей происходил массовый переход приходов в униатство, в результате чего православная Прешовская епархия лишилась более 90 % используемых храмов, приходских зданий и здания епархиального управления.
После разделения Чехословацкой республики на два государства в 1992 году возглавил Митрополичий совет Словакии с титулом «архиепископ Прешовский и Словацкий».
После смерти митрополита Пражского Дорофея на Десятом Поместном Соборе Православной Церкви Чешских земель и Словакии 14 апреля 2000 года был избран Поместным Собором Предстоятелем Церкви с титулом «архиепископ Прешовский, митрополит Чешских земель и Словакии».
4 июня 2000 года в кафедральном храме Святого Александра Невского в Прешове с участием представителей Православных Церквей и государственной власти, Президента Словацкой Республики, зарубежных гостей, духовенства и прихожан состоялась торжественная интронизация.
В сентябре 2003 года совершил визит в пределы Беларуси, в рамках которого посетил Минские духовные школы (пос. Жировичи). Там ему вручили диплом почётного члена МинДА.
На протяжении последних лет он страдал болезнью Паркинсона. Скончался в ночь с 29 на 30 января 2006 года на 79-м году жизни.

## Сочинения
Автор статей по вопросам догматики и истории православной церкви.
- Коцвар Н., свящ.,. Насаждение унии в Закарпатье и на Пряшевщине и борьба Православия с нею в XVII—XX вв. (Курсовое сочинение). МДА, 1959. Машинопись.

## Награды
- Крест Прибины 2 класса (2003).
- Орден Сергия Радонежского 2-й степени Русской Православной Церкви.
- орден Грузинской Православной Церкви св. Георгия 2-й степени.
- орден Элладской Православной Церкви св. Павла.
- степень доктора богословия honoris kausa Прешовского православного богословского факультета.